# Le Livre tibétain de la vie et de la mort
D'autres ouvrages sont qualifiés de Livre des morts
Pour les articles homonymes, voir Le Livre de la vie (homonymie).
Le Livre tibétain de la vie et de la mort de Sogyal Rinpoché fait un parallèle entre l'approche de la mort par la tradition tibétaine et la recherche contemporaine. 
Il décrit en particulier les bardos dont certains seraient des états de conscience après la mort, et se base notamment sur un ouvrage du VIIIe siècle, le Bardo Thödol (Livre des morts tibétain).
L'ouvrage contient des exercices pour se préparer à la mort et aider les mourants.
Ce livre se présente également comme une introduction à la pratique de la méditation, ainsi qu'aux notions de renaissance et de karma.

## Histoire de sa publication

### Contexte
Selon Daniel Goleman, Sogyal Rinpoché prévoyait déjà d'écrire un livre sur la vie et la mort à la fin des années 1970. En 1983, Sogyal Rinpoché s'entretint avec Elisabeth Kübler-Ross, Kenneth Ring et d’autres spécialistes de la mort et de l’aide aux mourants qui lui demandèrent des enseignements du bouddhisme tibétain à ce sujet. Il commença à donner des conférences internationales sur la philosophie tibétaine sur la mort, ce qui amena le public à lui demander un livre relatif à ses enseignements. Sogyal Rinpoché se donna le temps d'une évolution de son enseignement avant d'accepter d'écrire l'ouvrage. Le livre a été co-rédigé par Patrick Gaffney (buddhist) (en) et Andrew Harvey (religious writer) (en), des disciples anglais de longue date de Sogyal Rinpoché, à partir de ses enseignements. Sogyal Rinpoché y intégra des propos du 14e dalaï-lama, de Dilgo Khyentsé Rinpoché et d’autres maîtres.
Dhongthog Rinpoché a traduit et édité la version tibétaine du  livre de Sogyal Rinpoché.

## Comparaison entre le Bardo Thödol et l’expérience de mort imminente

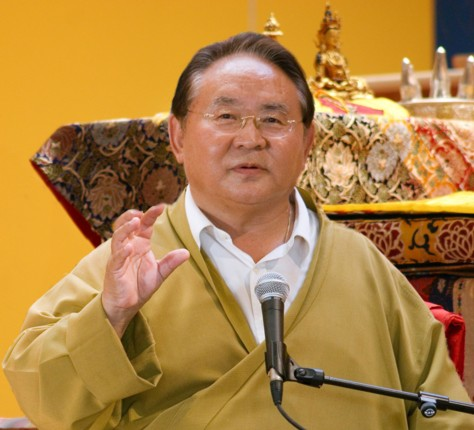
Sogyal Rinpoché donnant un enseignement à Lerab Ling, France, 2006

Dans son ouvrage, Sogyal Rinpoché écrit que certains Occidentaux assimilent l’expérience de mort imminente (NDE) aux descriptions du Bardo Thödol. Sogyal Rinpoché note que la question méritera une étude dépassant le cadre de son livre. Il aborde cependant la question en termes de similitudes et différences. Il note que l’expérience de sortie hors du corps de la NDE correspond à la description du Livre des Morts Tibétain. Il mentionne qu’au Tibet, les Tibétains sont familiers avec le phénomène de délok (dé lok, qui est revenu de la mort), une notion décrite par Françoise Pommaret dans son ouvrage Les Revenants de l'au-delà dans le monde tibétain, publié aux éditions du CNRS en 1989. L’expérience des déloks correspond au Bardo Thödol et à la NDE.